# Saint Vincent e Grenadine

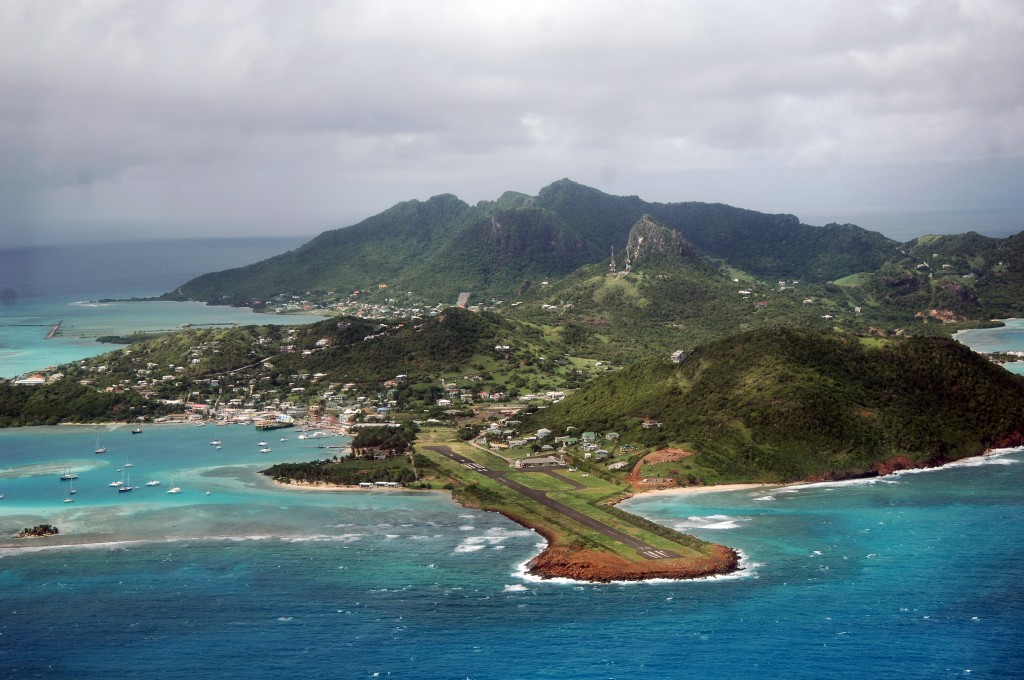
Union Island.

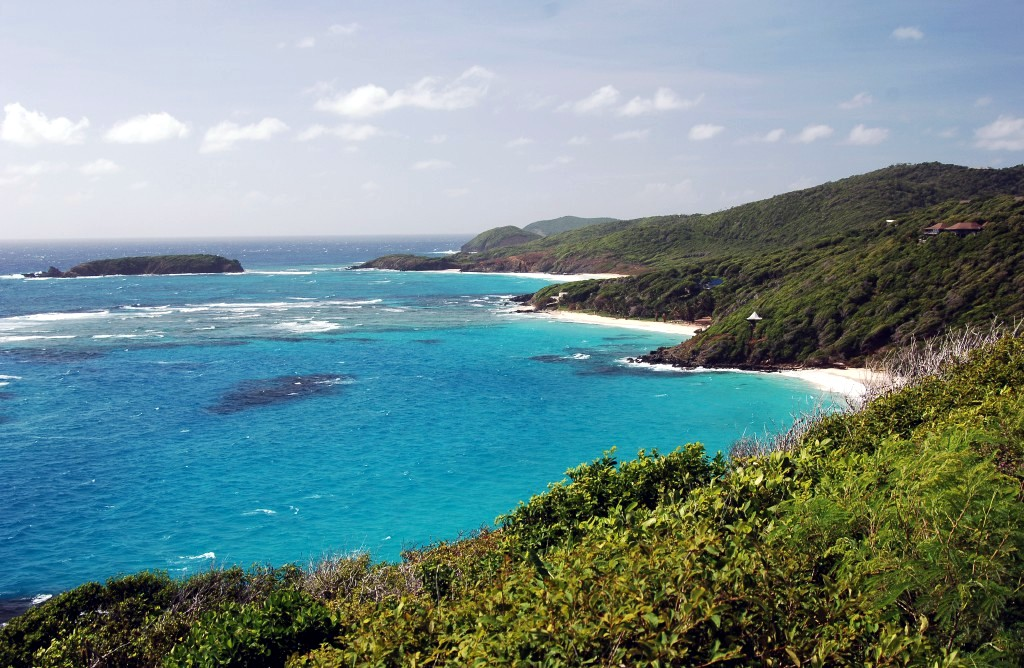
Veduta dell'isola privata di Mustique.

Saint Vincent e Grenadine (in italiano anche: San Vincenzo e Grenadine; in inglese Saint Vincent and the Grenadines; IPA: [seɪnt ˈvɪnsənt ænd ðə ɡrɛnəˈdiːnz], ) è uno stato insulare dell'America centrale facente parte delle Piccole Antille. L'isola principale è Saint Vincent (o San Vincenzo) di 345 km², sulla quale è posta la capitale Kingstown.
L'isola di San Vincenzo fu così denominata da Cristoforo Colombo il 22 gennaio 1498, giorno in cui la scoprì e nel quale si celebra san Vincenzo di Saragozza.

## Storia
I caribi, la popolazione indigena e di indole guerriera che abitava le isole di Saint Vincent e delle Grenadine, resero possibile l'insediamento europeo solo a partire dal XVIII secolo. L'isola di Saint Vincent, o Hairouna in lingua Caribe, venne infatti scelta come meta da parte degli schiavi africani che fuggivano da Barbados, Saint Lucia e Grenada. Questi riuscirono ad ottenere una convivenza pacifica con i locali e finirono con il mescolarsi con loro e dare origine ad una popolazione nota come garifuna o caribi neri.
Nel 1719, tuttavia, coloni francesi iniziarono le coltivazioni di caffè, tabacco, indaco, cotone e zucchero con manodopera schiavizzata.
Nel 1763 Saint Vincent passò sotto il dominio inglese per poi ritornare sotto quello francese nel 1779 e ripassare alla corona britannica nel 1783 con il Trattato di Parigi. I conflitti tra gli inglesi e i garifuna, comandati dal Capo Supremo Joseph Chatoyer, terminarono nel 1796, quando il Generale Ralph Abercromby represse una rivolta fomentata dal francese Victor Hugues. Oltre 5.000 garifuna furono deportati a Roatán di fronte all'Honduras.
La schiavitù fu abolita nel 1834. Dopo il periodo di apprendistato, terminato prematuramente nel 1838, la mancanza di manodopera nelle piantagioni venne compensata con l'immigrazione di contadini specializzati. Tra questi si ricordano i portoghesi dell'isola di Madera (a partire dal 1840) e braccianti provenienti dall'India orientale (tra il 1861 e il 1880). Tuttavia la nuova manodopera non risollevò l'economia locale a causa di una depressione dei prezzi della canna da zucchero durata fino al 1900.
Saint Vincent passò attraverso diversi stadi politici dal 1763 all'indipendenza. Nel 1776 venne autorizzata un'Assemblea dei Rappresentanti. Nel 1877 fu installato il Governo Coloniale della Corona. Nel 1925 fu creato il Consiglio Legislativo. Nel 1951 si arrivò al suffragio universale.
Il Regno Unito tentò a più riprese, invano, di unire tutti i territori inglesi nelle Antille sotto un'unica amministrazione chiamata "Federazione delle Indie Occidentali" che tuttavia si sciolse nel 1962. Il 27 ottobre 1969, Saint Vincent ottenne l'indipendenza per gli affari interni. A seguito di un referendum durante il governo di Milton Cato, Saint Vincent e Grenadine ottennero l'indipendenza assoluta il 27 ottobre 1979.

## Geografia
Saint Vincent e Grenadine si trova tra Saint Lucia e Grenada nelle isole Windward delle Piccole Antille, un arco di isole nel mare dei Caraibi. Le isole di Saint Vincent e delle Grenadine includono l'isola principale Saint Vincent (344 km²), con il vulcano La Soufrière, più a nord e le Grenadine (45 km²) oltre ad un arcipelago di piccole isole che si estendono verso sud da Saint Vincent fino a Grenada.

## Politica
Saint Vincent e Grenadine è una monarchia parlamentare membro del Commonwealth delle nazioni. Il capo di Stato è il sovrano del Regno Unito di Gran Bretagna e Irlanda del Nord.
Il Re di Saint Vincent e Grenadine è Carlo III ed è
rappresentato in sua assenza dal Governatore Generale con incarichi principalmente cerimoniali. La guida della nazione è invece tenuta dal Primo Ministro e dal Gabinetto. Si tratta di uno Stato bipartitico.
Saint Vincent e Grenadine è inoltre membro della Comunità Caraibica (CARICOM) e della Organizzazione degli Stati dei Caraibi Orientali (OECS).
La nazione non mantiene forze armate anche se la Royal Saint Vincent and the Grenadine Police Force include un servizio di Unità Speciali.

## Geografia antropica

### Suddivisioni amministrative
Amministrativamente, Saint Vincent e Grenadine è suddivisa in sei parrocchie: cinque in Saint Vincent, mentre la sesta è formata dalle isole Grenadine. La capitale Kingstown si trova nella Parrocchia di St. George ed è il centro amministrativo della nazione.
I nomi delle sei parrocchie sono i seguenti:
- Parrocchia di Charlotte
- Parrocchia delle Grenadine
- Parrocchia di Saint Andrew
- Parrocchia di Saint David
- Parrocchia di Saint George
- Parrocchia di Saint Patrick

## Economia
L'attività economica principale rimane l'agricoltura, dominata dalla produzione di banane. Per quanto riguarda il settore secondario, l'introduzione di nuove industrie rimane difficoltosa. Il settore terziario risulta essere il più sviluppato, grazie ad un turismo in costante crescita con un conseguente sviluppo dell'edilizia e di altre attività correlate. Restano minori la manifattura e i servizi bancari off-shore che hanno provocato qualche preoccupazione a livello internazionale a causa di norme sulla segretezza molto restrittive.
Tuttavia, il forte tasso di disoccupazione (22%) e la dipendenza dalla produzione di materie prime grezze rimangono ancora il principale freno allo sviluppo dell'economia nazionale.

## Società

### Etnie
Il principale gruppo etnico (66% della popolazione) è rappresentato dai discendenti degli schiavi africani, portati sull'isola per lavorare nelle piantagioni. Vi è poi una consistente minoranza di meticci (19%), oltre a piccoli gruppi di indiani provenienti dall'Asia (6%), di caribi (originari abitanti dell'isola, 2%) e di bianchi (discendenti di coloni inglesi e portoghesi).

### Religione
Circa l'80% degli abitanti è di fede protestante (suddivisi fra anglicani e metodisti); l'11% di fede cattolica. Si nota inoltre la presenza di culti sincretisti come il Battismo Spirituale, praticato principalmente in queste isole, nato dall'importazione di culti animisti degli schiavi africani e del cristianesimo.
- Cristiani 91%
  - Protestanti 80%
  - Cattolici 11%
- Battisti spirituali

### Lingue
La lingua ufficiale è l'inglese. Il creolo delle Antille basato sul francese, un tempo molto utilizzato, è pressoché scomparso.

## Comunicazioni

### Telecomunicazioni
Nel 2005, Saint Vincent e Grenadine aveva 22.500 linee telefoniche fisse (una ogni 5 abitanti). La linea telefonica terrestre è completamente automatica e copre l'intera isola e tutte le isole abitate delle isole Grenadine. Nel 2004, c'erano 57.000 telefoni cellulari (uno ogni 2 abitanti). La copertura telefonica raggiunge la maggior parte del territorio. L'unico operatore di telefonia mobile è Digicel.
Nel 2004, vi erano sette stazioni radio (1 AM, 6 FM) e una stazione televisiva. Il paese ha due ISP.

## Istruzione

### Università
A Saint Vincent e Grenadine sono presenti università.

## Cultura

### Musica
In ambito musicale possiamo ricordare importanti cantanti come Kevin Lyttle, noto in particolare anche per il singolo Turn Me On, del 2003, e ancora tra gli altri cantanti Papa Winnie.

### Cucina
In merito alla gastronomia sono utilizzati una grande varietà di pesce e frutti di mare.

## Sport

### Calcio
La Nazionale di calcio di Saint Vincent e Grenadine ha partecipato una volta alla CONCACAF Gold Cup, nel 1996, in cui subì 8 reti e non ne segnò alcuna.
Ha partecipato più volte alla Coppa dei Caraibi, in cui è arrivata per tre volte seconda; due di queste volte in un girone unico. La terza, nel 1995, in finale secca persa 0-5 contro Trinidad e Tobago.

## Ricorrenza nazionale
- 27 ottobre: Independence Day: si celebra l'indipendenza dal Regno Unito, nel 1979.

### Altre ricorrenze
- 14 marzo: National Heroes' Day: si commemora la data della morte di Joseph Chatoyer, nel 1795.